# Estação Barberini―Fontana di Trevi
Barberini/Fontana di Trevi é uma estação metroviária subterrânea da Linha A do Metro de Roma.
Nas suas proximidades fica o Palazzo Barberini, onde está instalada a Galleria Nazionale d'Arte Antica (Galeria Nacional de Arte Antiga).
Foi inaugurada em 1980 e situa-se abaixo da Piazza Barberini em Trevi. Originalmente, a estação tinha apenas o nome Barberini, mas este foi estendido em 2000. O hall de entrada da estação acomoda alguns mosaicos do Roma Artemetro Prize. Os criadores dos mosaicos exibidos são Marinha Graziano e Heinz Mark.